# Octavius (dialog)
Octavius är en apologetisk skrift skriven runt år 200 av den kristne författaren Markus Minucius Felix. Den skrevs i den romerska provinsen Africa. Boken är skriven i form av en dialog mellan en kristen, Octavius, en romare, Caecilius Natalis, och författaren själv som har en liten roll i berättelsen. Sättet den är skriven på liknar Ciceros dialogform.
Boken tar upp många av de fördomar som folk hade mot kristna på den tiden, men visar även på de kristna religiösa grunduppfattningarna
Fördomar som tas upp är att:
- de kristna bara består av ett hopplock från samhällets drägg och godtrogna kvinnor som på grund av sitt kön är lätta att påverka.
- de äter sådant som är ovärdigt för människan (Kristi lekamen)
- de spottar på gudarna, och de heliga ceremonierna gör de narr av.
- de ärar könsorganen hos sina egna föreståndare och präster och på så sätt tillber sin Faders manslem.

Vidare säger romaren att de kristna äter spädbarn vid sina invigningsritualer, och deras måltidssammankomster slutar i sexuella orgier, vilket är ganska vanliga anklagelser i det historiska Europa mot grupper som avviker från normen, ex judarna, och även gällde de kristna på den tiden. Dialogen slutar med att romaren omvänder sig till kristendomen.